# Venlose peperkoek
De Venlose peperkoek was afkomstig uit de Nederlandse stad Venlo. De peperkoek bevatte honing, sukade, suiker, kruidnagel en amandelen en werd gebakken van roggemeel.
Reeds in de middeleeuwen was het traditie dat de stadsmagistraat van Venlo peperhoek aanbood aan hoge gasten. In de stadsrekeningen van 1452 wordt bijvoorbeeld melding gemaakt van een 'peperkoicke' die hertog Adolf van Gelre bij zijn terugkomst van het Heilige Graf kreeg aangeboden. In 1627 kreeg de echtgenote van de graaf Van Bergh zes koeken geschonken. Deze traditie werd ook in 1960 gevolgd toen burgemeester Gou een peperkoek aanbood aan prinses Beatrix bij haar bezoek aan de stad.
In 1662 werd een peperkoek van 24 pond aan de weeskinderen geschonken en in 1670 gaf de stad een peperkoek aan de kinderen van Mons Goris vanwege de viering van Sint Nicolaas.
Eind 17e eeuw kwam het bakken van peperkoek in gevaar vanwege de hoge belastingen, onder andere op honing. Ook moest de koek worden gewogen bij de waag en dat was voor bakkers dikwijls een belemmering. Het product bracht daarom weinig op en het aantal bakkers daalde.
Begin 18e eeuw vond er nog export plaats naar Nederlands-Indië.
Er waren in de 19e eeuw meerdere peperkoekenbakkers in Venlo. In de Maasstraat zat Van den Brand. In de Peperstraat - die mogelijk is vernoemd naar de peperboekbakkers - bevond zich de bakkerij van Jan Frans Opdenoordt. Antoon Willemsen dreef bij de Maaspoort en later op de Parade een bakkerij met de naam 'In den Venloosche Peperkoek'; hij sloot in 1871 echter zijn bedrijf en beëindigde daarmee een familietraditie die al in de 17e eeuw was begonnen.